# 二连诺尔龙属
二连诺尔龙属（学名：Irenosaurus）是离龙目的一属，是一种水陆两栖的爬行动物。它目前被发现了一个单一的碎片状的颅后骨骼（PIN 3386/2），该骨骼在蒙古中部赫伦杜克的Aptian时代下白垩统Hühteeg组中被发现，模式种是I. egloni，它最初是由埃菲莫夫（Efimov）于1983年描述为与之相关的Tchoiria属新种。埃菲莫夫（Efimov）于1988年将该物种转移到了新的二连诺尔龙属中。Evans和Hecht质疑将二连诺尔龙从Tchoiria属中分离出来的分类方式，理由是两者之间的差异可能不会大于鳄龙属。后来，Efimov和Storrs的评论将两者分开，指出了二连诺尔龙的某些特征更像是呼伦杜赫龙属，它也来自同一地区，同时认识到区分来自于同一地区的三个属的困难。
二连诺尔龙是一种小型离龙目，长约1至1.5米（3.3至4.9英尺），它是从被解释为湖泊沉积物的东西中发现的。